# Jackie Carmichael
Jackie Carmichael, (Manhattan, Kansas; 2 de enero de 1990) es un jugador de baloncesto estadounidense que pertenece a la plantilla del Gaziantep Basketbol de la BSL, la primera categoría del baloncesto turco. Con 2.06 de estatura, su puesto natural en la cancha es el de pívot. 

## Trayectoria
Se formó en la High School de Manhattan en Kansas y más tarde jugaría en la South Kent Prep School.
En la temporada 2012/13 acabó su formación como jugador en la Universidad de Illinois State, promediando 17,4 puntos, 9,3 rebotes y 2,1 tapones.
En la Liga de Verano de Las Vegas consiguió 9,5 puntos, 4,2 rebotes y 1,5 tapones con los Dallas Mavericks. Sus 7 tapones en un partido de Las Vegas NBA Summer League jugando para Dallas Mavericks fueron noticia dentro del mundo del baloncesto. Superó el récord de Jarvis Varnado en una Liga de Verano que estaba en 5 bloqueos. 
Para la temporada 2013-14 ficha por el Club Basket Bilbao Berri, tras cortar a Jordan Williams, el club bilbaíno logra firmar a un jugador cortejado desde hace semanas. El 20 de diciembre de 2013 abandonó el club tras rescindirse su contrato unilateralmente, tras disputar diez partidos -seis de Liga Endesa y cuatro de Eurocopa.
El 19 de julio de 2021, firma por el KK Cedevita Olimpija de la ABA Liga. Acabaría la temporada 2021-22, en las filas del Seoul Samsung Thunders coreano.
El 28 de noviembre de 2022, firma por el Gaziantep Basketbol de la BSL, la primera categoría del baloncesto turco.